# تشارلز ريتشارد ويلتون
تشارلز ريتشارد ويلتون (بالإنجليزية: Charles Richard Wilton)‏ هو صحفي أسترالي، ولد في 25 مايو 1855، وتوفي في 8 مارس 1927.